# إي ميديسين
إي ميديسين (بالإنجليزية: eMedicine)‏ هي قاعدة بيانات طبية سريرية ومصدر متجدد للمعلومات الطبية عن طريق الشبكة العنكبوتية أنشئت عام 1996 على شبكة الإنترنت بواسطة الطبيبين سكوت بلانتز وريتشارد لافلي. بيع الموقع لـ ويبمد عام 2006.
الموقع مجاني للاستخدام، فقط يتطلب التسجيل. شارك أكثر من 10000 مساهمًا من دول عديدة في إنشاء المقالات. وتم تشغيله كـ كتاب إلكتروني، ويمكن تحميل المقالات إلى سطح الجهاز.
وقد اعتبرت في عام 1996 م بوصفها كتب علمية في طب الطوارئ، ولكن محتواها قد توسع توسعًا كبيرًا منذ ذلك الحين لتشمل الحساسية والمناعة، وأمراض القلب، والإجراءات السريرية، والرعاية الحرجة، والأمراض الجلدية، وطب الطوارئ، والغدد الصماء، والجهاز الهضمي. وطب الجينومي، وأمراض الدم، والأمراض المعدية، وأمراض الكلى، وأمراض الأعصاب، وأمراض النساء والولادة، والأورام، وعلم الأمراض، والرعاية المحيطة بالجراحة، والطب الطبيعي وإعادة التأهيل، والطب النفسي، وأمراض الرئة، والأشعة، والروماتيزم، والطب الرياضي. وتشمل التخصصات الدقيقة جراحة الأعصاب، وطب العيون، وجراحة العظام، والأنف والحنجرة، وجراحة التجميل، وجراحة الصدر، وزرع الأعضاء، والإصابات، والمسالك البولية، وجراحة الأوعية الدموية.